# The Goldbrick
The Goldbrick est un cartoon de la série Private Snafu réalisé par Frank Tashlin et sorti en 1943.

## Fiche technique
- Réalisation : Frank Tashlin
- Production : Leon Schlesinger Studios
- Date de sortie : 1943